# Automobilsport

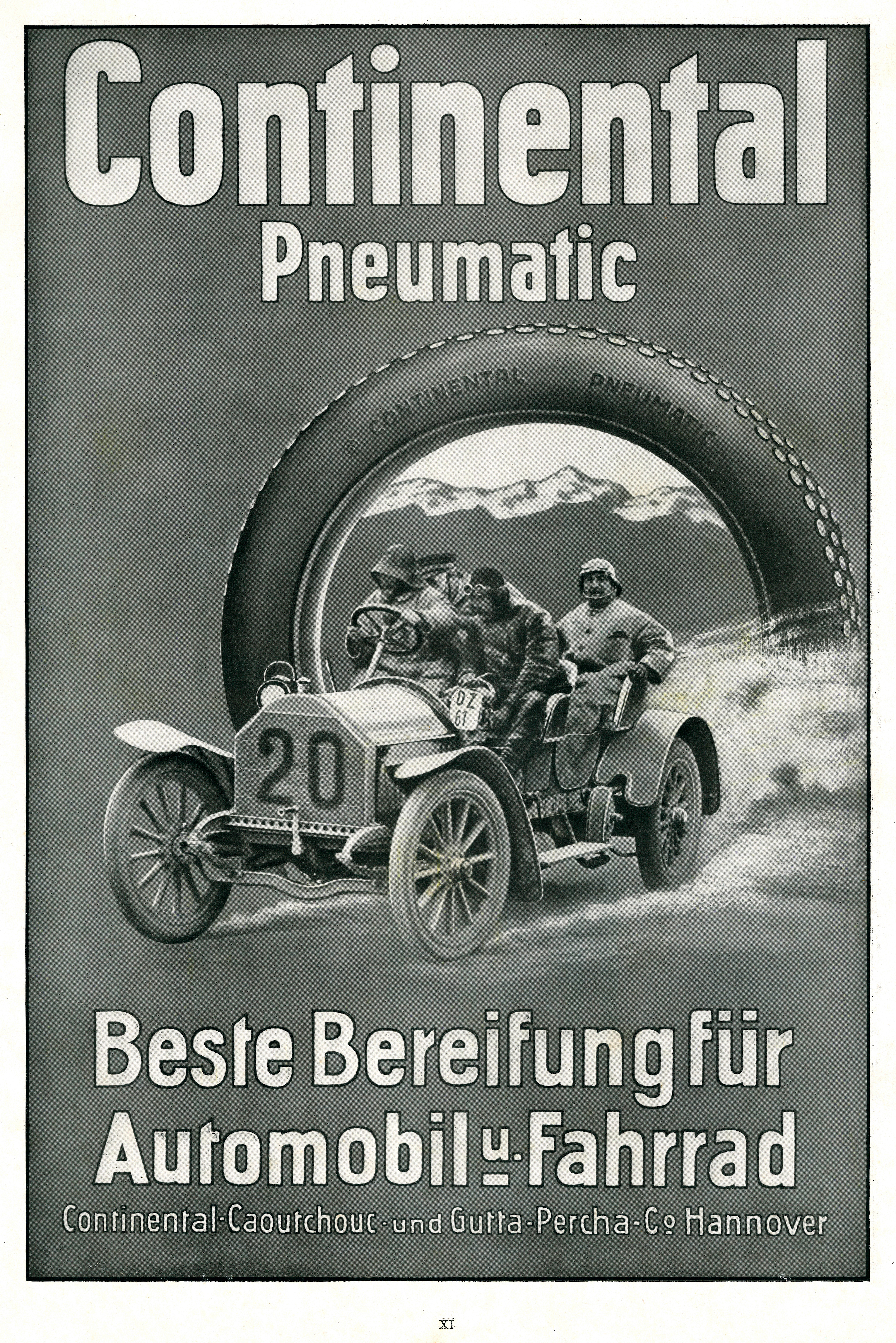
Ganzseitige Anzeige für den Automobil- und Fahrrad-Reifen Continental Pneumatic der Continental-Caoutchouc- und Gutta-Percha Compagnie in Hannover; mit bemanntem Rennwagen Nr. 20 vor stilisierter Alpen-Kulisse

Der Automobilsport als Form des Motorsports umfasst alle Disziplinen und Wettbewerbe, die das möglichst schnelle oder geschickte Bewegen motorgetriebener und zumeist vierrädriger Kraftfahrzeuge zum Ziel haben. Es gibt verschiedene nationale und internationale Motorsportmeisterschaften und Serien für Autos.
Ein großer Anteil der Automobilsport-Veranstaltungen sind Geschwindigkeitswettbewerbe. Diese Veranstaltungen werden in der Regel Automobilrennen oder kurz Autorennen genannt. Viele davon finden auf speziellen, eigens dafür errichteten Motorsport-Rennstrecken statt, andere auf abgesperrten regulären Straßen (siehe Straßenrennen). Daneben gibt es noch Offroad-Rennen für Geländewagen. Straßenrennen auf nicht abgesperrten Straßen sind in der Regel illegal und gefährden andere Verkehrsteilnehmer. Sie werden daher nicht zum Automobilsport gerechnet.

## Geschichte
Das erste Automobilrennen fand am 22. Juli 1894 von Paris nach Rouen (126 km) statt. 102 Fahrzeuge waren angemeldet, darunter 39 mit Dampfantrieb, 38 mit Benzinmotor, 5 mit elektrischem Antrieb, 5 mit komprimierter Luft betriebene und ein Fahrzeug mit Federmechanismus; 15 Wagen kamen ins Ziel. Sieger war Albert Jules Graf de Dion mit seinem Dampfwagen. Die erste „Rennformel“ mit Vorschriften bezüglich des Gewichts und der Besetzung war der Gordon-Bennett-Cup. 1906 wurde mit dem Grand-Prix von Frankreich das erste Rundstreckenrennen durchgeführt.
Als Wegbereiter des Automobilsports in Deutschland gilt Hubert von Herkomer, der 1905 das erste Zuverlässigkeitsrennen, die Herkomer-Konkurrenz, initiierte.

## Formelsport

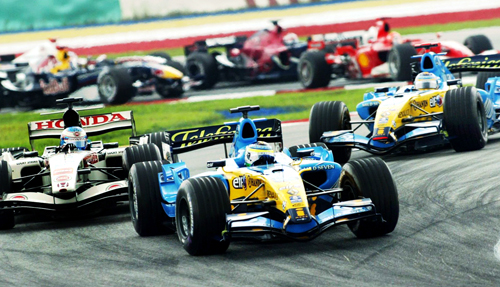
Formel 1 (Giancarlo Fisichella (Renault) führt den Großen Preis von Malaysia 2006 an.)

Zum Formelsport zählt man verschiedene Rennserien. Die bekannteste unter ihnen ist die Formel 1. Schon vor dem Zweiten Weltkrieg wurden ähnliche Rennen ausgetragen. Daneben existieren noch weitere populäre Serien, darunter die IndyCar Series sowie die FIA-Formel-2-Meisterschaft. Es wurden international auch bestimmte Formeln festgelegt, die aus nationalen Serien adaptiert wurden. Eine ihrer bekanntesten Vertreter ist die Formel 3. Außerdem zählen dazu auch die früheren Formel 2 und Formel 3000. Letztere wird aktuell jedoch offiziell nicht mehr ausgeschrieben. Weitere bekannte Rennserien aus der Vergangenheit sind die A1GP (2010 eingestellt) und die Champ Car World Series (2007 eingestellt).
Es gibt auch viele Markenformeln, bei denen nur ein Fahrzeugtyp eines bestimmten Herstellers zugelassen ist. Die Formel V war einer der Vorreiter dieser Serien und hat in der Formel Renault oder der Formel BMW vergleichbare Nachahmer gefunden.

## Kartsport
Der Kartsport zählt zu den Einsteigerklassen im Motorsport. So können schon angehende Rennfahrer im Kindesalter teilnehmen. Der weitere Aufstieg erfolgt zumeist über Nachwuchsformeln wie die Formel Ford oder die Formel BMW. In Deutschland gibt es eine große Vielfalt an Meisterschaften. Neben der bekanntesten, der Deutschen Kart Meisterschaft, gibt es auch zahlreiche Kartserien im Breitensport.

## Sportwagenrennen

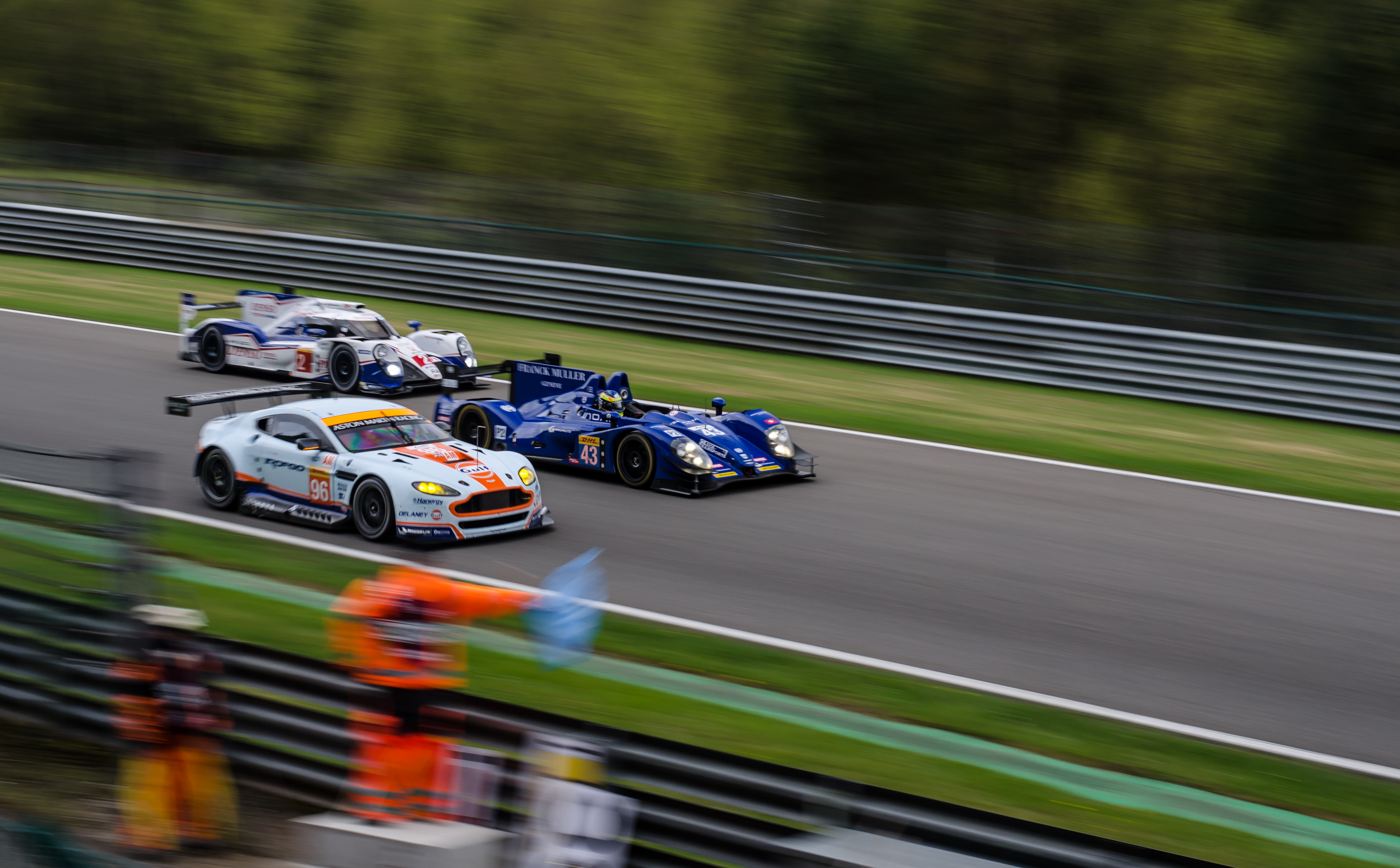
Sportwagenrennen

Sportwagenrennen sind eine Form des Automobilsports, bei der in der Regel Rennprototypen mit offenem oder geschlossenem Dach zum Einsatz kommen, die vor allem durch Platz für zwei Sitzplätze und die mit Kotflügeln bzw. Radkästen verkleideten Räder gekennzeichnet sind. Auch mit seriennahen Gran Turismos werden Rennen ausgetragen, die zur Kategorie der Sportwagenrennen gezählt werden. Bei einigen Sportwagenrennen wird mit verschiedenen Fahrzeugklassen in eigenen Wertungen gefahren, wobei sich auch reinrassige Rennprototypen gemeinsam mit Gran Turismos in einem Rennen befinden können. Sportwagenrennen erstrecken sich in vielen Fällen über lange Distanzen und mehrere Stunden Fahrzeit. Dabei finden während eines Rennens üblicherweise Fahrerwechsel statt. Zur Kategorie der Sportwagenrennen werden unter anderem die FIA-Langstrecken-Weltmeisterschaft mit dem 24-Stunden-Rennen von Le Mans, die europäische Le Mans Series, und die Blancpain Endurance Series gezählt. Auf dem amerikanischen Kontinent wird die IMSA WeatherTech SportsCar Championship ausgetragen.

## Tourenwagenrennen

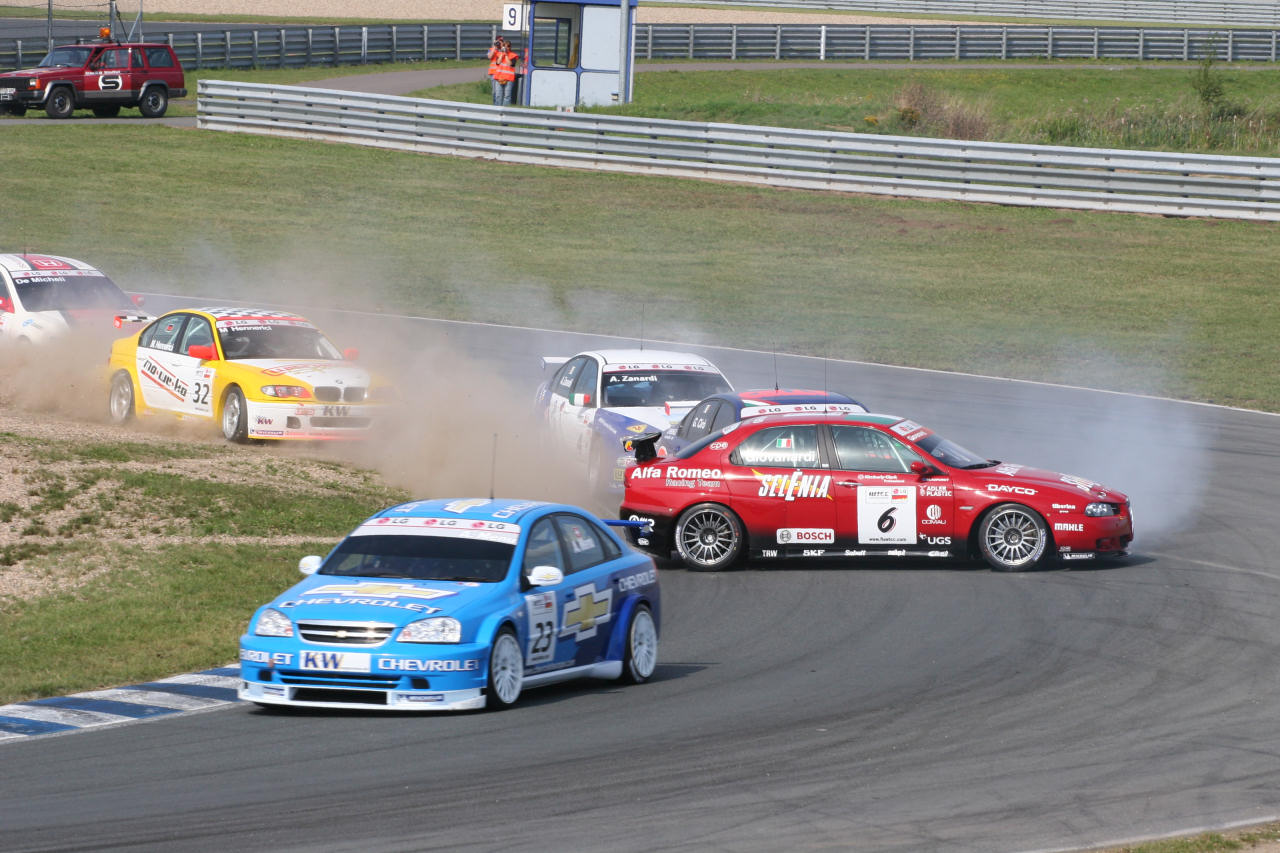
Tourenwagenrennen

Mit Tourenwagen werden zumeist in großer Serie gebaute Pkws beschrieben, welche durch Modifikationen an Karosserie, Motor oder auch Fahrwerk für den Motorsport aufbereitet wurden. Seit 2005 wird die Tourenwagen-Weltmeisterschaft (WTCC), welche aus der Tourenwagen-Europameisterschaft (ETCC) hervorgegangen war, ausgetragen. Diese ist wie die in Deutschland beheimatete ADAC-Procar-Serie für Super-2000-Fahrzeuge reserviert. Diese basieren direkt auf Fahrzeugen, welche von jedem Autohändler bezogen werden können. Darüber hinaus gibt es, unter anderem mit der British Touring Car Championship (BTCC) und Scandinavian Touring Car Championship (STCC) weitere populäre nationale bzw. übernationale Tourenwagenmeisterschaften. Neben jenen aktuell populären Super-2000-Tourenwagen waren in den 1990ern die Supertourenwagen weit verbreitet. In Deutschland gab es bis 1995 die Deutsche Tourenwagen-Meisterschaft (DTM).
Die seit 2000 veranstaltete und überwiegend in Deutschland ausgetragenen „neue“ DTM war bis 2020 keine Tourenwagen-Meisterschaft im klassischen Sinne. Sie setzte auf Silhouetten-Tourenwagen, die eigentlich Prototypen waren. Seit 2021 wird die Meisterschaft wieder mit GT-Fahrzeugen bestritten, welche dem GT3-Regelment entsprechen. Zusätzlich kommen im Rahmen der DTM-Trophy GT4-Fahrzeuge zum Einsatz.

## Bergrennen
Bergrennen werden heutzutage grundsätzlich als Einzelzeitfahrten auf einer ausreichend steilen Bergaufstrecke durchgeführt. Neben einer FIA-Europameisterschaft und mehreren europäischen Pokalserien gibt es auch zahlreiche nationale Serien, wie beispielsweise in Deutschland, Frankreich oder der Schweiz, sowie das berühmte Einzelrennen „Race To The Clouds“ (deutsch Rennen zu den Wolken) in Colorado (USA). Während Bergrennen in Mitteleuropa normalerweise auf asphaltierten Straßen stattfinden und das Pikes-Peak-Rennen im unteren Streckenteil über Asphalt, später dann über Schotter führt, werden sie u. a. in Schweden und Norwegen zumeist auf geschotterten Wegen ausgetragen.

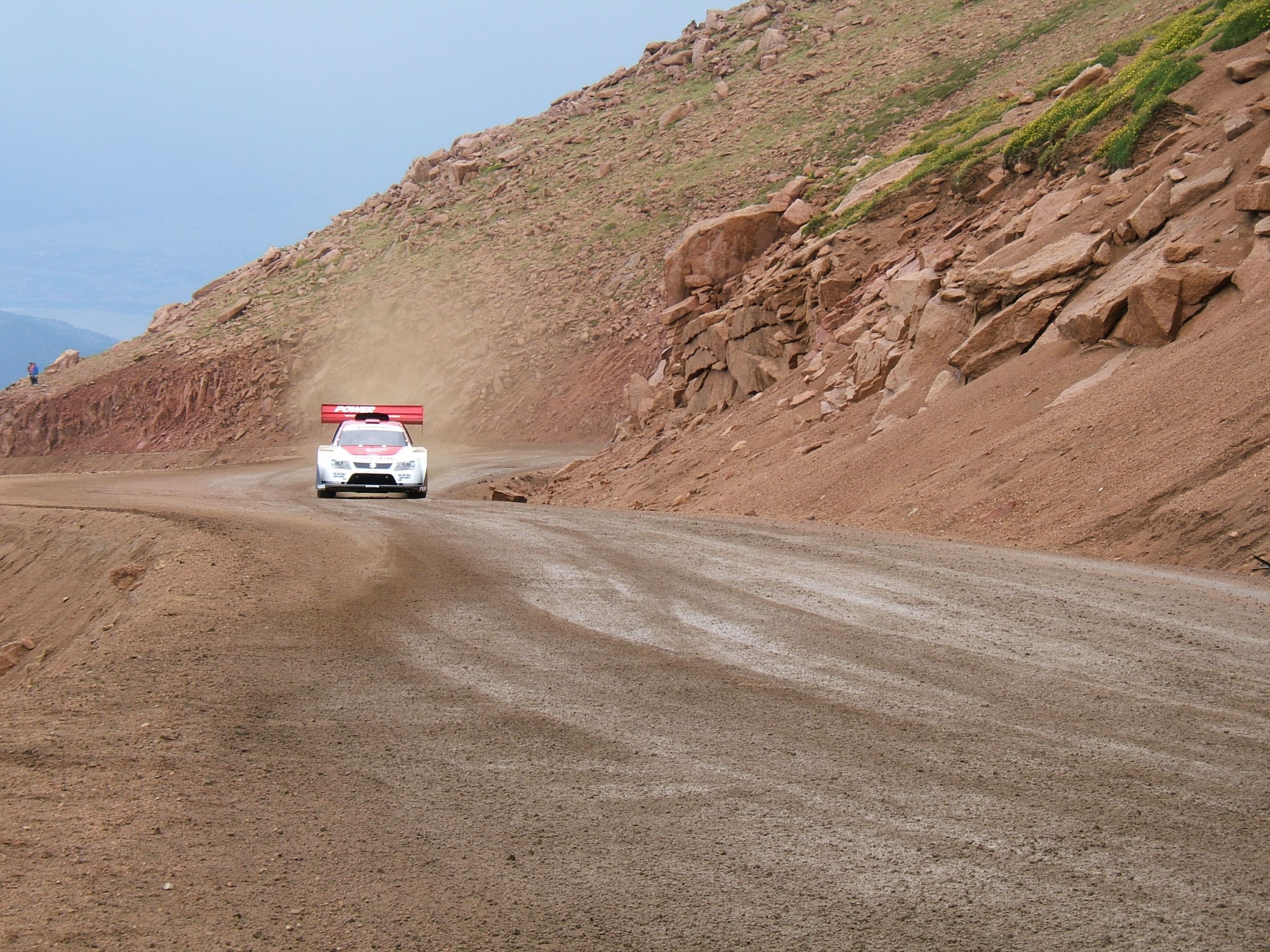
„Race To The Clouds“
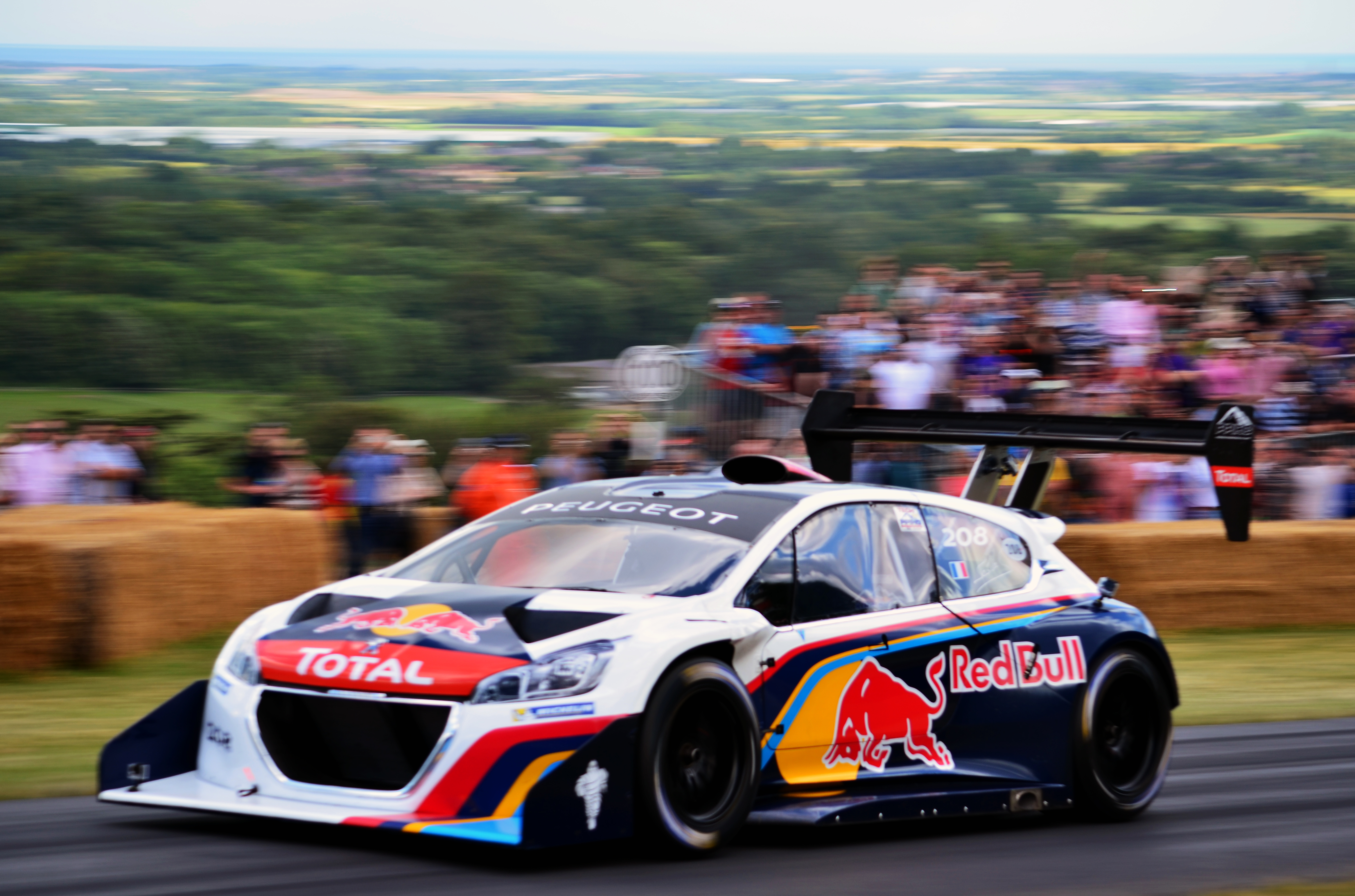
Bergrennen in Goodwood

## Rallye und Offroadsport
Im Bereich des Rallyesports werden verschiedene Rennserien auf nationaler und internationaler Ebene durchgeführt. Anstatt wie bei Rennen auf einer Rundstrecke „immer nur im Kreis“ zu fahren und um Positionen zu kämpfen, fahren die Rallye-Teilnehmer einzeln im Minutenabstand auf abgesperrten Wertungsprüfungen (WP) von Punkt A nach Punkt B. Zu den einzelnen WPs gelangen die Teilnehmer über Verbindungsetappen im öffentlichen Straßenverkehr. Neben der Rallye-Weltmeisterschaft der FIA gibt es viele nationale Championate wie auch die Deutsche Rallye-Meisterschaft, die Deutsche Rallye Serie oder das ADAC-Rallye-Masters.
Für Geländefahrzeuge werden aber auch sogenannte Rallye Raids oder auch Marathonrallyes ausgetragen. Diese finden mehrheitlich auf nicht abgesperrten Straßen und Geländen statt. So sind diese üblicherweise in Kiesgruben und Wüsten zu Hause. Bekannte Vertreter dieser Veranstaltungen sind neben der Rallye Dakar und seit dem Wechsel der Rallye Dakar nach Südamerika das Africa Eco Race auf den Spuren der ursprünglichen Rallye Dakar. Weitere bekannte Rallyes sind die Baja 1000, die Silk Way Rally, die Tuareg Rallye oder die ägyptische Pharaonen-Rallye.
Daneben gibt es noch 4×4-Trials und Trophys, in denen es mehrheitlich um Teamwork und das reine Durchkommen geht. Zu den Bekanntesten zählen dabei die Camel Trophy (wurde 1999 eingestellt), die Rainforest Challenge in Malaysia, sowie die Outback Challenge in Australien und die G4 Trophy.

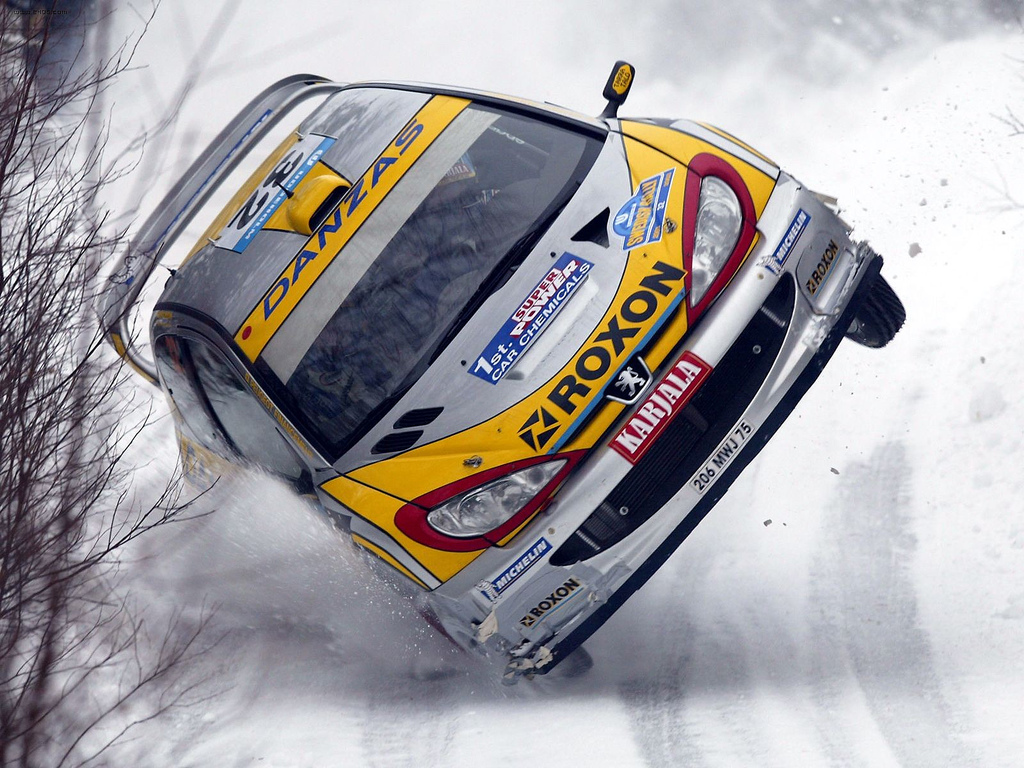
Rallye (Peugeot 206 WRC Weltmeister 2000 bis 2002)
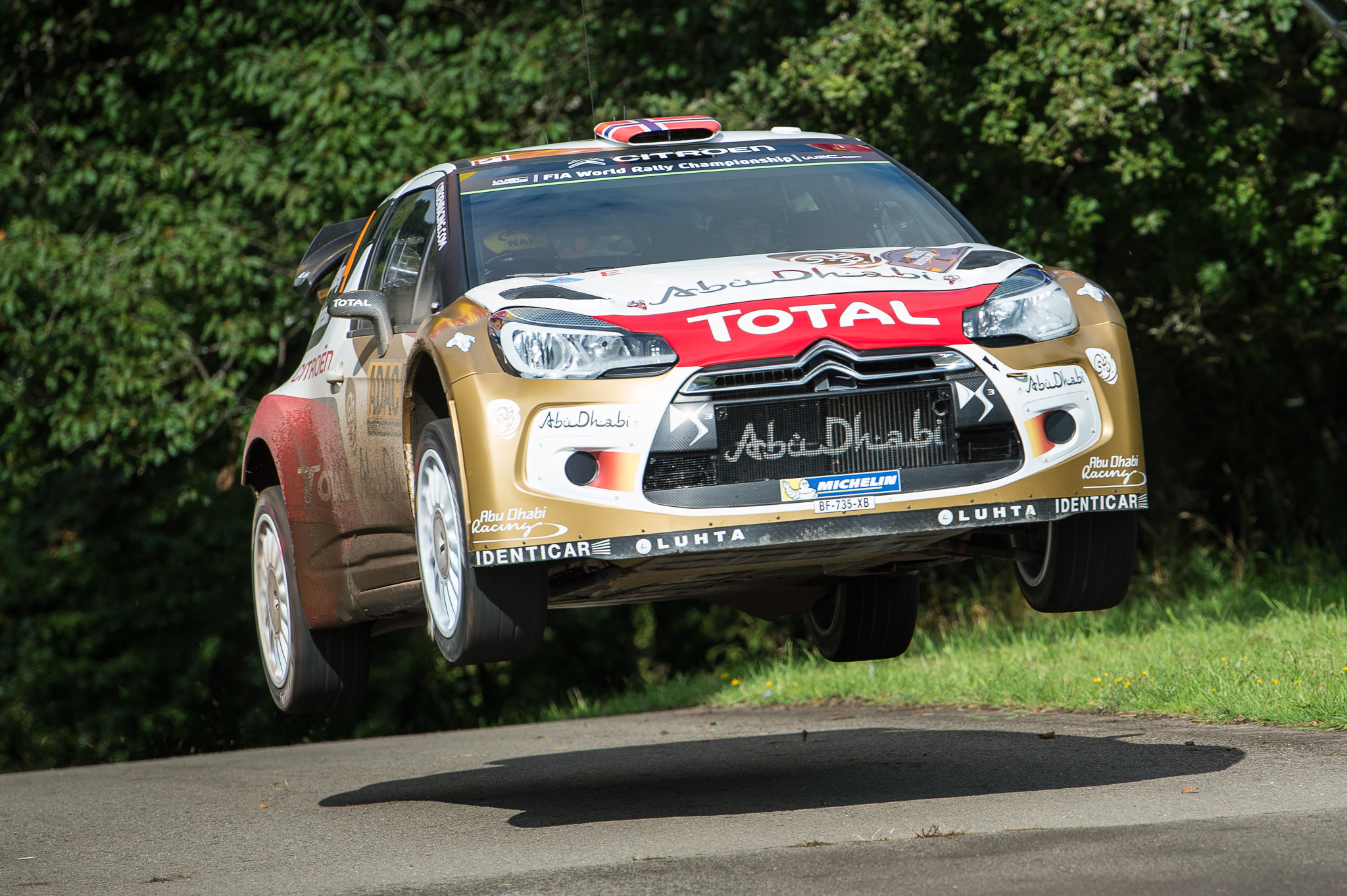
Rallye (Mads Østberg, Citroën DS3 WRC, in Rallye Deutschland 2014)

## Rallycross, Autocross und Eisrennen

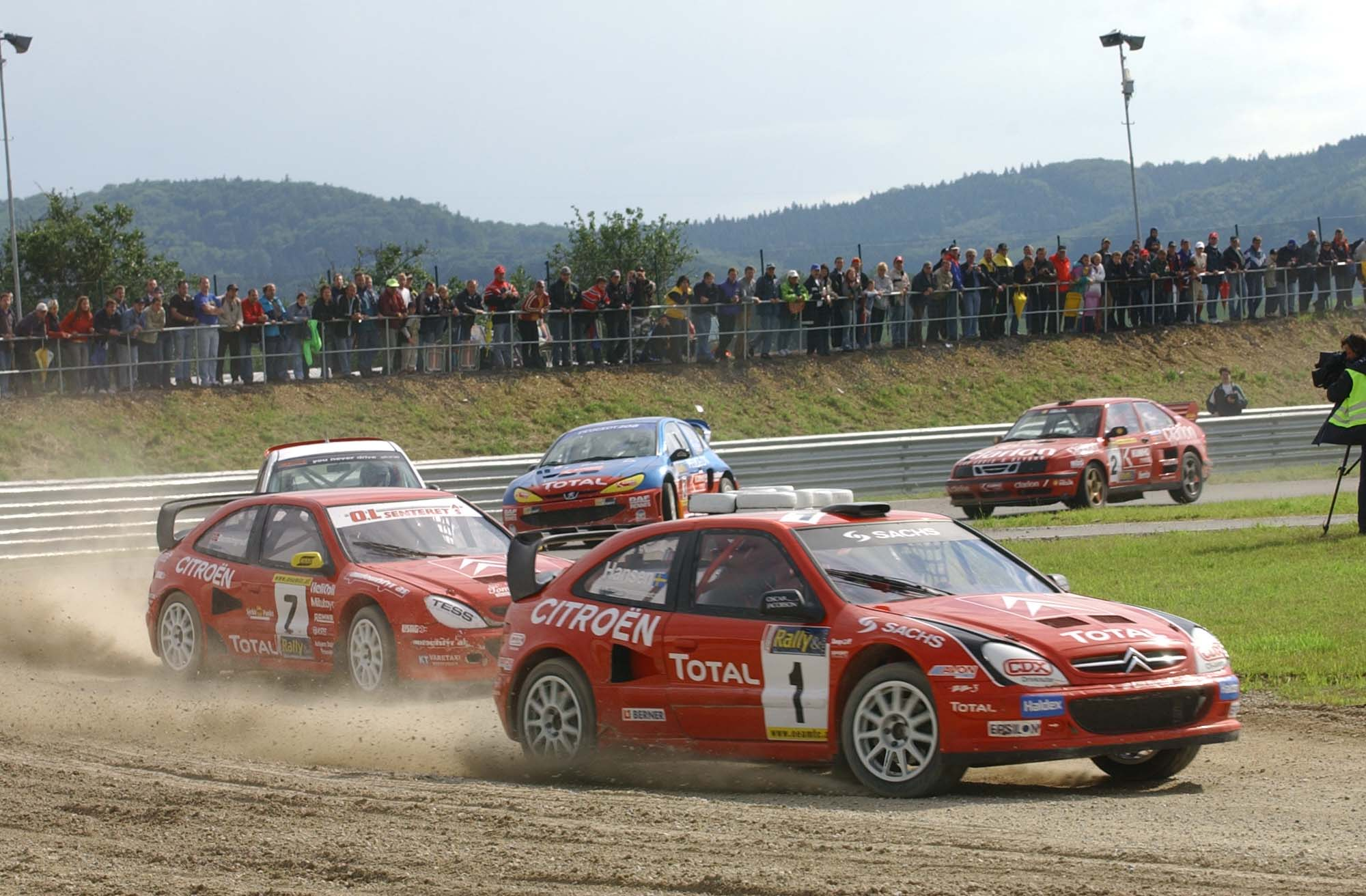
Rallycross (Kenneth Hansen, 10 Europameisterschaften mit Citroën)

Trotz der Namensverwandtschaft ist das Rallycross kein Rallye-ähnlicher Wettbewerb, sondern ein Autorennen im Sprintstil auf stadionartigen Rundkursen mit wechselndem Streckenbelag (Asphalt und Schotter). Beim ähnlich gearteten Autocross kommen, ganz im Gegensatz zum Rallycross, neben geschlossenen Tourenwagen-Specials auch offene Buggies zum Einsatz, allerdings besteht hier der gut überschaubare Rundkurs vollständig aus losem Untergrund (Erde, Sand und/oder Schotter). Dem Rallycross kommen auch die Eisrennen der sogenannten Trophée Andros in Frankreich und Andorra relativ nahe, allerdings dürfen dabei die Tourenwagen-Specials noch großzügiger vorbereitet werden (u. a. Rohrrahmenkarosserien und Allradlenkungen), haben jedoch um rund 200 PS schwächere Motoren.

## Dragster-Sport
Dragster-Rennen sind Beschleunigungsrennen. Sie werden auf einer geraden Strecke (Drag Strip) ausgetragen. Die Renndistanz beträgt etwa 400 Meter, etwa eine viertel Meile. Im Rennen treten in der Regel zwei Fahrer gegeneinander an; der Sieger kommt weiter in die nächste Runde, der Verlierer ist ausgeschieden.
Im Wesentlichen teilt man die Fahrzeuge im Automobilsport in drei Klassen: Pro-Stock-Fahrzeuge basieren auf Serienwagen, werden aber mit leistungsstärkerem Motor und anderem Fahrwerk ausgerüstet.
Funny-Cars ähneln optisch einem Serienauto, sind aber für den Drag-Sport gebaut. Top-Fuel-Dragster sind für den Drag-Sport gebaut und haben eine windschnittige Form. Sie haben keinerlei Ähnlichkeiten zu Serienautos. Pro-Stock-Fahrzeuge fahren mit herkömmlichem Benzin, Top-Fuel-Dragster und Funny Cars nutzen einen speziellen Kraftstoff, der Flugzeugbenzin (Kerosin) ähnelt.

## Illegale Autorennen
Eine Sonderausstellung im Verkehrszentrum des Deutschen Museums in München beschäftigt mit dem steigenden Problem illegaler Straßenrennen. Es werden kulturelle Hintergründe, Opferzahlen, die Reaktion der Rechtsprechung bis zu hin zu Raserprofilen und Bezügen zum Motorsport aufgezeigt. Ebenso wird z. B. die A95 in Bayern als legale und internationale Touristenattraktion mit Mietwagen- und Coachingservice beschrieben.

## Historischer Automobilsport
- 2000 km durch Deutschland
- Le Mans classic[7]
- AvD-Oldtimer-Grand-Prix
- Carrera Panamericana
- Classic Formula Ford Competition (CFFC)
- Ennstal-Classic
- Goodwood Festival of Speed
- London to Brighton Veteran Car Run
- Mille Miglia
- Oldtimer Festival
- Rallye Österreich
- Sachs Franken Classic